# سلطان بن عبدالعزیز آل سعود
امیر سلطان بن عبدالعزیز بن عبدالرحمن آل سعود (۵ ژانویه ۱۹۳۱ – ۲۲ اکتبر ۲۰۱۱) ولیعهد، نایب رئیس هیئت وزیران، وزیر دفاع و هوانوردی و بازرس کل عربستان سعودی، پانزدهمین فرزند «عبدالعزیز آل سعود» بنیانگذار عربستان جدید و برادر ناتنی ملک عبدالله پادشاه سابق عربستان سعودی بود.

## ابتدای زندگی
وی به تاریخ ۵ ژانویه ۱۹۳۱ میلادی در شهر ریاض متولد شد. مادرش حصه دختر احمد بن محمد السدیری است.

## پست‌های سیاسی
در سال ۱۹۴۷ به عنوان حاکم ریاض منصوب شد. در ۱۹۵۳ وزیر کشاورزی و دو سال بعد وزیر ارتباطات شد. در سال ۱۹۶۲ ملک فیصل وزارت دفاع و هوانوردی را به او سپرد. او در این مقام به توسعه ارتش و نیروی دریایی و هوایی عربستان سعودی پرداخت. وی پس از مرگ برادرش فهد بن عبدالعزیز، و از تاریخ اول اوت ۲۰۰۵ تا پایان عمر به‌مدت ۶ سال ولیعهد عربستان بود.
پسر او، شاهزاده بندر بن سلطان، سفیر پیشین عربستان سعودی در ایالات متحده بود و دیگر فرزندش شاهزاده خالد بن سلطان یکی از فرماندهان ارشد نظامی در جنگ خلیج فارس در سال ۱۹۹۱ بود.

## دیگر فعالیت‌ها
امیر سلطان بنیان‌گذار «جایزه بین‌المللی امیر سلطان برای آب» است که به صورت دوسالانه به تحقیق برگزیده در مورد آب اهدا می‌شود.

## بیماری
در سال ۲۰۰۴ تشخیص داده شد که به سرطان روده بزرگ مبتلاست و از این رو عمل‌های جراحی متعددی بر روی او انجام گرفت. مجدداً در سال ۲۰۰۹ گزارش شد که او به‌شدت بیمار است و چندین ماه در بیمارستانی در شهر نیویورک بستری شد.

## درگذشت
امیر سلطان عبدالعزیز در روز ۲۲ اکتبر ۲۰۱۱ در ۸۰ سالگی، بر اثر سرطان در نیویورک درگذشت.

## پی‌نوشت‌ها
1. 1 2  King Abdullah: A Who2 Profile